# Lijst van beschermd onroerend erfgoed in het Brussels Hoofdstedelijk Gewest
Het Brussels Hoofdstedelijk Gewest telde in 2010 in totaal 1173 beschermde objecten of gehelen. Hieronder de lijsten van beschermd onroerend erfgoederen.
- Lijst van beschermd onroerend erfgoed in Anderlecht
- Lijst van beschermd onroerend erfgoed in Brussel
- Lijst van beschermd onroerend erfgoed in Elsene
- Lijst van beschermd onroerend erfgoed in Etterbeek
- Lijst van beschermd onroerend erfgoed in Evere
- Lijst van beschermd onroerend erfgoed in Ganshoren
- Lijst van beschermd onroerend erfgoed in Jette
- Lijst van beschermd onroerend erfgoed in Koekelberg
- Lijst van beschermd onroerend erfgoed in Oudergem
- Lijst van beschermd onroerend erfgoed in Schaarbeek
- Lijst van beschermd onroerend erfgoed in Sint-Agatha-Berchem
- Lijst van beschermd onroerend erfgoed in Sint-Gillis
- Lijst van beschermd onroerend erfgoed in Sint-Jans-Molenbeek
- Lijst van beschermd onroerend erfgoed in Sint-Joost-ten-Node
- Lijst van beschermd onroerend erfgoed in Sint-Lambrechts-Woluwe
- Lijst van beschermd onroerend erfgoed in Sint-Pieters-Woluwe
- Lijst van beschermd onroerend erfgoed in Ukkel
- Lijst van beschermd onroerend erfgoed in Vorst
- Lijst van beschermd onroerend erfgoed in Watermaal-Bosvoorde